# Spiridon Palauzov
Spiridon Palauzov é um historiador russo de origem búlgara.
A sua contribuição para a historiografia expressa-se sobretudo na apresentação da época do Simeão I da Bulgária como a Idade de Ouro da cultura medieval búlgara. 